# Firefly Aerospace
Firefly Aerospace é uma empresa aeroespacial privada americana que desenvolve veículos de lançamento de pequeno e médio porte para lançamentos comerciais em órbita. A empresa atual foi formada quando os ativos da antiga empresa Firefly Space Systems foram adquiridos pela EOS Launcher em março de 2017, que foi então renomeada para Firefly Aerospace. O objetivo declarado da companhia é aumentar o acesso ao espaço, semelhante a outras empresas privadas de voos espaciais.
Sua sede e fábrica estão localizadas em Cedar Park, Texas. A empresa tem acesso a cerca de 4645,152 metros quadrados de instalações de fabricação para construção interna de componentes compósitos e metálicos. A Firefly utilizará locais de lançamento alugados na Califórnia (Vandenberg Space Launch Complex 2) e na Flórida (SLC-20).